# 대한민국 형법 제350조의2
대한민국 형법 제350조의2는 특수공갈죄에 대한 형법각칙의 조문이다.

## 조문
제350조의2(특수공갈) 단체 또는 다중의 위력을 보이거나 위험한 물건을 휴대하여 제350조의 죄를 범한 자는 1년 이상 15년 이하의 징역에 처한다.
[본조신설 2016.1.6.]

## 같이 보기
- 공갈죄